# 220
Évszázadok: 2. század – 3. század – 4. század
Évtizedek: 170-es évek – 180-as évek – 190-es évek – 200-as évek – 210-es évek – 220-as évek – 230-as évek – 240-es évek – 250-es évek – 260-as évek – 270-es évek
Évek: 215 – 216 – 217 – 218 –  219 – 220 – 221 – 222 – 223 – 224 – 225

## Események

### Római Birodalom
- Heliogabalus császárt és Publius Valerius Comazont választják consulnak.
- Heliogabalus elválik feleségétől, Iulia Paulától és egy Vesta-szüzet, Iulia Aquilia Severát vesz feleségül. Az eset nagy felháborodást kelt, mert addig ha Vesta papnői elvesztették szüzességüket, élve eltemetéssel kivégezték őket. A császár emellett számos szeretőt tart, közülük kedvence Hieroklész, egy volt rabszolga kocsiversenyző.
- Az év végén, feltehetően a téli napfordulón a császár a szíriai Elagabal napistent teszi a római pantheon élére, Jupiter elé. A Palatinuson látványos templomot (Elagabalium) építenek az új főistennek.

### Kína
- Meghal Cao Cao, az északi hadúr. Utóda, Cao Pi lemondásra kényszeríti Hszien bábcsászárt és felveszi a Vej császára címet. Ezzel a gyakorlatban évtizedek óta szétesett Han-dinasztia állama formálisan is megszűnik és megkezdődik a Három királyság kora.

## Születések
- Odaenathus, a Palmürai Királyság alapítója

## Halálozások
- március 15. – Cao Cao, kínai hadúr
- Tertullianus, római keresztény író
- Kuan Jü, kínai hadvezér

## Fordítás
- Ez a szócikk részben vagy egészben  a(z)   220 című angol Wikipédia-szócikk ezen változatának fordításán alapul.  Az eredeti cikk szerkesztőit annak laptörténete sorolja fel. Ez a jelzés csupán a megfogalmazás eredetét és a szerzői jogokat jelzi, nem szolgál a cikkben szereplő információk forrásmegjelöléseként.